# Ода Нобухіде
О́да Нобухі́де (яп. 織田信秀, おだのぶひで; 1510 — 21 квітня 1551) — японський політичний і військовий діяч, полководець періоду Сенґоку. Володар південних земель провінції Оварі. Батько Оди Нобунаґи. Голова роду Ода (1527—1551). Ворогував із сусідніми володарями Імаґавою Йосімото та Сайто Досаном.

## Біографія
Ода Нобухіде народився 1510 року в провінції Оварі в самурайській родині. Він володів замком Сьобата і був урядником Оди Тосісади, військового віце-губернатора провінції й господаря замку Кійосу.
Нобухіде здобув владу в ході міжусобиць між губернаторами і віце-губернаторами. Він контролював портову торгівлю, завдяки чому збагатився і створив велику армію. Ставши сильніше свого сюзерена, Нобухіде проводив самостійну політику і неодноразово переносив свою резиденцію до замків Наґоя, Фуруватарі й Суеморі, розширюючи межі свої землеволодінь.
З 1542 року Нобухіде перманентно воював на кордонах провінції Оварі з Імаґавою Йосімото, володарем провінції Суруґа, й Сайто Досаном, володарем провінції Міно. 1544 року він зазнав великої поразки від Досана, але замирився з ним одруживши на його доньці свого сина Нобунаґу.
Нобухіде був прихильником Імператорського двору та шанував японські традиції. Він фінансово підтримував Святилище Ісе, а також виділяв кошти на ремонт Імператорського палацу. За заслуги перед троном Імператор Ґо-Нара дарував йому почесну грамоту та «Збірку старих і нових японських пісень».
21 квітня 1551 року Нобухіде помер від хвороби у своєму замку Суеморі. Його поховали на цвинтарі монастиря Бансьодзі. Нобухіде залишив свій спадок сину Нобуназі, який поклав край міжусобицям і завершив справу об'єднання провінції Оварі.